# Romolo Turra
Romolo Turra (Padova, 3 agosto 1899 – Otočac, 27 giugno 1942) è stato un calciatore italiano, di ruolo attaccante.

## Biografia
Cassiere di banca, viveva a Monselice in Provincia di Padova.

## Carriera
Gioca con il Padova in Prima Categoria e Prima Divisione due stagioni disputando in totale nove partite segnando due reti. Debutta il 3 aprile 1921 nel derby Petrarca-Padova (0-3). Gioca la sua ultima partita con i biancoscudati il 6 novembre 1921 in Padova-Genoa (0-1).

## Seconda guerra mondiale
Aderì al Partito Nazionale Fascista facendo parte delle Camicie Nere da montagna con il grado di centurione del 54º Battaglione. Morì  nell'ospedale militare di Otočac in Croazia per le ferite riportate in combattimento il 27 giugno 1942. Fu nominato anche comandante del presidio.